# Fisolo
Fisolo o Forte di Sotto è un'isola di 6.260 m² della Laguna Veneta meridionale. È situata sul canale Re di Fisolo, più precisamente a nord-ovest del porto di Malamocco.
Fece parte dell'ex complesso di difesa della laguna ed è, in questo senso, una delle quattro batterie più piccole in termini di superficie. Alcuni bunker furono eretti durante la seconda guerra mondiale, e sono le uniche costruzioni delle quali ancor oggi si possono vedere le rovine.
L'isola, oggi di proprietà privata, è stata interessata da interventi per la messa in sicurezza degli argini dall'erosione, mediante il posizionamento di blocchi in marmo d'Istria lungo tutto il suo perimetro. Nel 2016 ha subito un incendio; la flora è stata recuperata da una bonifica.